# 스트로이가즈몬타즈
스트로이가즈몬타즈(러시아어: Стро̀йга̀змонта́ж), 또한 S.G.M. 그룹이라고도 불리는 이 회사는 러시아에서 주로 자회사를 통해 운영되는 기반 시설 건설 회사로, 석유 및 가스 운송 시스템 구축을 전문으로 한다. 이 회사는 2008년에 러시아에서 건설, 특히 석유 및 가스 기반 시설 건설을 담당하며 설립되었다. RBK 그룹에 따르면, 이 회사는 연간 ₽2,760억 루블의 수익을 올리며 러시아에서 소득 기준으로 44번째로 큰 회사이다.

## 역사

### 설립
스트로이가즈몬타시는 2008년 러시아 사업가이자 과두 지배자인 아르카디 로텐베르크가 러시아 석유 및 가스 대기업 가스프롬의 통제하에 있던 5개 회사를 인수한 후 처음 설립했다. 로텐베르크는 러시아 대통령 블라디미르 푸틴의 가까운 친구이며, 이는 S.G.M. 그룹 및 로텐베르크가 통제하는 다른 회사들이 여러 러시아 정부 계약을 따내는 결과로 이어졌다.
2019년 1월까지 아르카디 로텐베르크는 그의 스트로이가즈몬타시 LLC와 그의 회사들을 통해, 그리고 니콜라이 샤말로프와 유리 코발추크는 그들의 로시야 은행을 통해 러시아의 병합된 크림반도 개발에서 가장 중요한 투자자가 되었다. 스트로이가즈몬타시는 2016년 2월부터 크림 대교를 건설했다. 도로 교량은 2018년 10월에 개통되었고, 철도 교량은 2020년 6월에 개통되었다. 2019년 회사의 수익은 1,940억 루블에 달했다.

### 2019년 인수
2019년 11월 초, 로텐베르크의 회사 지분은 가스프롬의 관리하에 있는 기반 시설 회사인 가즈스트로이프롬에 총 750억 루블(11억 8천만 달러)에 팔렸다고 보도되었다. 스트로이가즈몬타시는 한동안 가스프롬의 하청업체였으며, 노르트스트림 2 프로젝트를 위해 320km의 육상 파이프라인 건설에 협력했다.

## 프로젝트

### 크림 대교

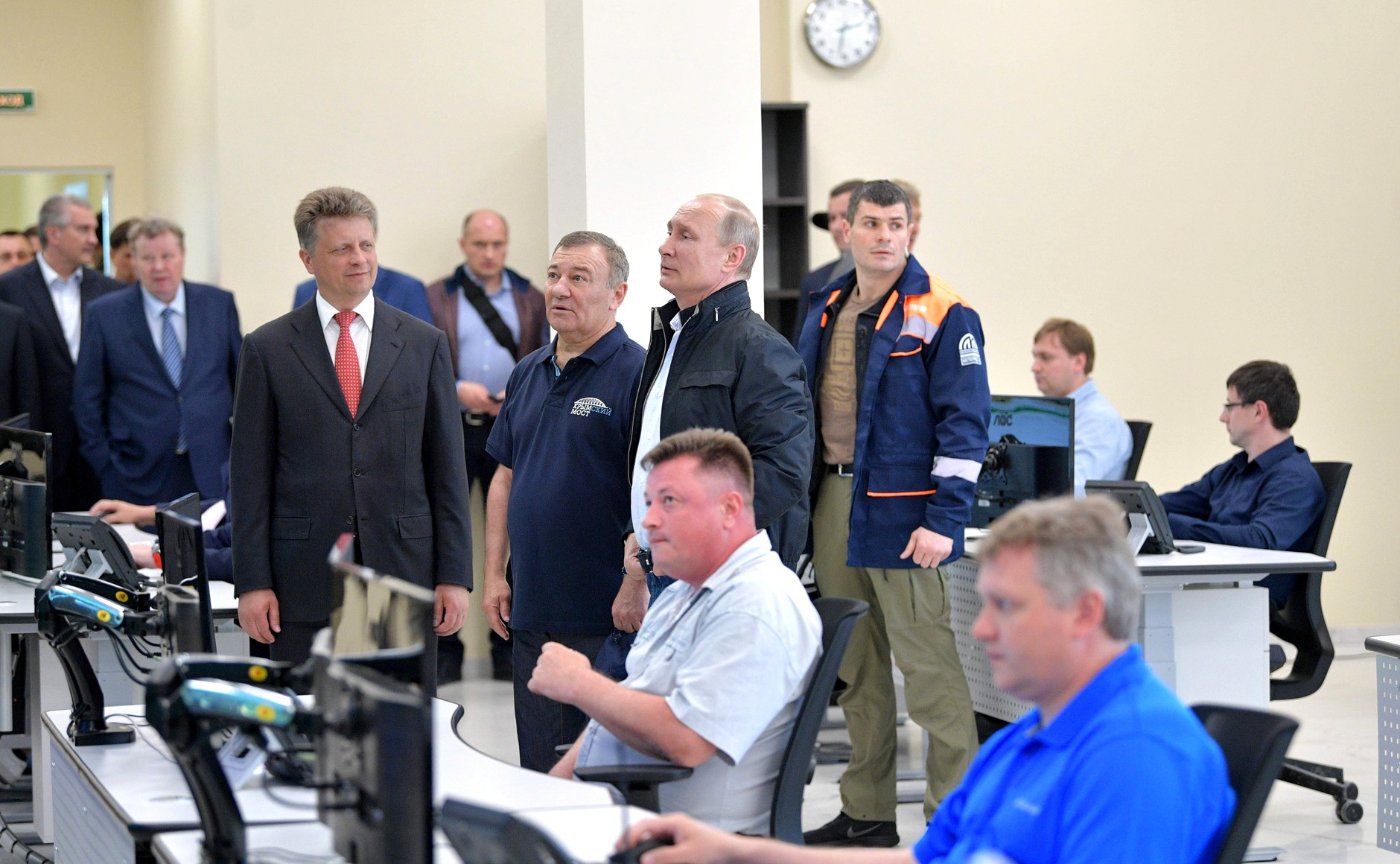
2018년 5월 크림 대교 개통식의 블라디미르 푸틴 대통령과 아르카디 로텐베르크

2016년과 2017년에 스트로이가즈몬타시가 러시아 대통령 블라디미르 푸틴과의 명확한 연줄을 통해 2015년 1월 케르치 해협을 건너 러시아와 크림반도를 잇는 2선 철도 및 4차선 자동차 및 트럭 연결 교량인 크림 대교 건설 계약을 따냈고, 건설에 착수했다고 보도되었다. 러시아 정부는 스트로이가즈몬타시가 2019년 8월 1일까지 철도 연결을 완료하고 2019년 12월 1일까지 교량의 모든 작업을 완전히 완료하도록 규정했다. 스트로이가즈몬타시는 이전에 대형 교량을 건설한 적이 없었다. 2018년 7월에 적용된 EU 제재의 위험 때문에, 어떤 국제 보험 회사도 프로젝트가 잘못될 경우 발생할 수 있는 30억 달러의 손실을 보증하려 하지 않았다. 따라서 크림반도의 작은 보험 회사가 이를 보증했다. 스트로이가즈몬타시는 2016년 2월에 건설을 시작했다. 도로 교량은 2018년 10월에 개통되었고, 철도 교량은 2020년 6월에 개통되었다.